# Yama (yoga)
Yama (Sanskriet: यम, yama, onthouding, verbod) vormt de eerste stap op het achtvoudige yogapad (ashtanga yoga) uit Patanjali's Yogasoetra's. Samen met niyama vormt het de onontbeerlijke, disciplinaire grondslag waarop de hogere stadia van het achtvoudige pad beoefend kunnen worden. Yama is in de vedische mythologie ook de naam van de god van de dood en heer van alle mensen.
Er zijn vijf yama's, geloften of geboden van zelfonthouding, die van onthouding van geweld, van leugen en bedrog, van diefstal, van onkuisheid en van bezitzucht. Samen vormen ze de Grote Gelofte.

30. Yama omvat vijf geloften: (a) ahimsā (geweldloosheid), (b) satya (waarheid), (c) āsthēya (niet stelen), (d) brahmachārya (kuisheid) en (e) aparigraha (niet bezitzuchtig zijn).

31. Dit zijn machtige, algemene geloftes, die niet worden beperkt door jāti (klasse of rang), plaats of tijd.

(...)

33. Om de schadelijke, instinctieve neigingen te overwinnen moet men de tegenovergestelde krachten (vertegenwoordigd door yama en niyama) cultiveren.

34. Schadelijke instinctieve neigingen – hetzij direct of indirect zelf veroorzaakt, hetzij via anderen tot stand gebracht - leiden tot himsā (geweld). Geweld komt voort uit een bepaalde mate van lōbha (hebzucht, begeerte), krōdha (toorn, woede) en mōha (begoocheling) met duhkha (lijden) en ajñāna (onwetendheid) als resultaat. Daarom is de cultivering van tegenovergestelde krachten nodig.

35. (a) Ahimsā leidt ertoe dat je eigen agressie verdwijnt en die van anderen tegenover jou.

36. (b) Satya zorgt ervoor dat je woorden daden worden.

37. (c) Āsthēya maakt dat kostbare schatten je toevallen.

38. (d) Brahmachārya geeft je ontembare energie.

39. (e) Aparigraha schenkt kennis van vorige en toekomstige levens.

De vijf yama's zijn:
- Ahimsā: geweldloosheid;
- Satya: waarheidslievendheid;
- Āsthēya: niet stelen;
- Brahmachārya: kuisheid en seksuele zelfbeheersing;
- Aparigraha: vrij zijn van bezitzucht.

Geweld, leugen, hebzucht, wereldse relaties en begeerte houden de mens vast in negatieve, lagere emoties die een samentrekkende en versluierende werking hebben. Zij verhinderen het zicht op zijn ware natuur, het eeuwige Zelf. Door zich van deze negatieve krachten bewust te worden en ze door een proces van sublimatie om te zetten in positieve energie zal hun overheersing teniet worden gedaan.
Emoties bepalen de relatie van de mens tot zijn medeschepselen en tot de wereld om hem heen. Er is daarbij sprake van een wederkerig en cyclisch proces, een rondzingen van emoties. Een emotie, positief of negatief, is altijd gekoppeld aan een bepaald object in de buitenwereld en nooit een opzichzelfstaand fenomeen. Als logisch gevolg van de wet van oorzaak en gevolg (karma), van actie en reactie, komt een bepaalde emotionele lading vroeg of laat steeds als een boemerang terug bij de oorspronkelijke zender. Zoals men zaait zal men oogsten.
De beoefening van yama, van de vijf positieve kwaliteiten, komt dus direct ten gunste van de beoefenaar en daarmee van de samenleving in het algemeen. Dezelfde energie die nodig was om geweld, leugen, hebzucht, wereldse relaties en begeerte in stand te houden, wordt nu, door de beoefening van de yama's, vrijgemaakt voor een hoger, nobeler doeleinde.
Bij de beoefening van de vijf yama's is het belangrijk dat het bewustzijn groeit van de spirituele kwaliteit die elk onderdeel vertegenwoordigt. Daarbij gaat het, zoals bij alle acht stappen van Patanjali's yoga, om een proces van zuivering dat ruimte schept, zodat de aspirant zich kan ontplooien en steeds dichter bij de ware Zelf komt. De beoefenaar van yama zal geleidelijk aan ontdekken dat steeds meer in het eeuwige nu te gaan leven, doordat zich uit de knellende greep van de lagere, negatieve emoties te bevrijden. Met het succesvol beoefenen van de volgende fasen van de yoga zal zo uiteindelijk tot Zelfverwerkelijking gekomen worden.
De andere zeven stappen uit het achtvoudige pad zijn: niyama, asana, pranayama, pratyahara, dharana, dhyana en samadhi.